# Timble
Timble – wieś w Anglii, w hrabstwie North Yorkshire, w dystrykcie (unitary authority) North Yorkshire. Leży 43 km na zachód od miasta York i 294 km na północ od Londynu.